# Alexander Stewart
Alexander Stewart (Afton, Wigtownshire; 1739 -  Afton, Wigtownshire; 16 de diciembre de 1794) fue un militar y político británico que tuvo notoriedad durante el final de la guerra de Independencia de Estados Unidos, cuando dirigió las tropas británicas en la batalla de Eutaw Springs en 1781.

## Biografía
Nacido en Afton, en Wigtonshire, Alexander Stewart fue nombrado alférez en el 37.º Regimiento de Foot el 8 de abril de 1755. Después de sucesivas promociones él se convirtió en teniente coronel en el 3.º Regimiento de Foot (más tarde The Buffs) en 1775. Finalmente Stewart fue promovido el 16 de mayo del 1780 al rango de Coronel.
Procediendo al extranjero para servir en el lado inglés durante la Revolución Americana, su Regimiento desembarcó en Charleston en Carolina del Sur el 3 de junio de 1781. Siguió desde entonces una guerra de movimiento entre las fuerzas británicas y estadounidenses. Cuando el comandante británico de la fuerza de campaña, Lord Rawdon, se enfermó y fue enviado de regreso a Inglaterra, Stewart fue nombrado el comandante de la fuerza, ahora concentrada en Orangeburg, en su lugar.
Las dificultades de suministro finalmente lo llevaron a retirarse a Eutaw Springs, donde dirigió a los ingleses durante la batalla de Eutaw Springs, en la que ambas partes reclamaron la victoria en esta acción, que fue prácticamente la última de la guerra. En ella Stewart resultó levemente herido en el codo.
En mayo de 1782, el regimiento zarpó hacia Jamaica bajo el mando del coronel Stewart, que había sido ascendido el 16 del mes. Luego, en 1786, Stewart fue miembro del parlamento hasta su muerte desde donde apoyó a Pitt. El 1 de mayo de 1790 él fue ascendido a General de División y comandó la Primera Brigada de Infantería Británica en Flandes en 1794. Se convirtió en Coronel de Regimiento Real en noviembre de 1793 y regresó a casa, donde murió el 16 de diciembre de 1794 a causa de una enfermedad.